# 大阪発疾走ステージ WEST WIND
『大阪発疾走ステージ WEST WIND』（おおさかはつしっそうステージ ウェストウィンド）は、NHK大阪放送局製作で2007年2月25日（第4週日曜日）にNHK衛星第2テレビジョンで放送されたバラエティ番組。2007年4月29日よりレギュラー放送開始。

## 内容
お笑いと音楽が合体した番組。順番は、漫才→歌→漫才→歌と続いていく。この間に「ひな壇トーク」などのコーナーを挟む場合も有る。

## 放送時間
BS2での放送時間は、以下の通りである。
- 第1回（2007年2月25日放送）、第2回（2007年4月29日放送）から第9回（2008年2月24日放送）まで：日曜21:00 - 21:48
- 第10回（2008年4月27日放送）から第29回（2010年3月7日放送）まで：日曜18:00 - 18:48
- 第30回（2010年4月23日放送）から：金曜18:00 - 18:48

## 出演

### 第1回（2007年2月25日放送）
- MC：チュートリアル（徳井義実・福田充徳）
- アジアン
- abingdon boys school
- THE イナズマ戦隊
- スマイル
- Tommy heavenly6
- Fonogenico

### 第2回（2007年4月29日放送）
- MC:ブラックマヨネーズ（吉田敬・小杉竜一）
- アンダーグラフ
- ET-KING
- 少年カミカゼ
- 天津
- NON STYLE
- RAG FAIR

### 第3回（2007年5月27日放送）
- MC:陣内智則
- オレスカバンド
- ザ50回転ズ
- ダイアン
- 橘慶太
- DEPAPEPE
- とろサーモン

### 第4回（2007年6月17日放送）
- MC:サバンナ（高橋茂雄・八木真澄）
- 青空
- abingdon boys school
- ガガガSP
- タイナカサチ
- プラスマイナス
- ライムライト

### 第5回（2007年9月23日放送）
- MC:陣内智則
- abingdon boys school
- SEAMO
- ストリーク
- 藤崎マーケット
- 茉奈 佳奈
- ムラマサ☆

### 第6回（2007年10月28日放送）
- MC:ブラックマヨネーズ
- 植村花菜
- 片山ブレイカーズ & ザ☆ロケンローパーティ
- ゴスペラーズ
- Skoop On Somebody
- span!
- プラスマイナス

### 第7回（2007年11月25日放送）
- MC:南海キャンディーズ（山里亮太・山崎静代）
- 愛内里菜
- Acid Black Cherry
- Gulliver Get
- ギャロップ
- guckle
- ジャルジャル
- mihimaru GT

### 第8回（2008年1月27日放送）
- MC:サバンナ
- AZU
- F-BLOOD
- THE イナズマ戦隊
- スマイル
- ダイアン
- Lead

### 第9回（2008年2月24日放送）
- MC:フットボールアワー（岩尾望・後藤輝基）
- Acid Black Cherry
- いきものがかり
- 銀シャリ
- ジャンクション
- SPLAY
- 茉奈 佳奈

### 第10回（2008年4月27日放送）
- MC:フットボールアワー
- ET-KING
- w-inds.
- NON STYLE
- 美元智衣
- 天竺鼠
- 玉置成実

### 第11回（2008年5月25日放送）
- MC:ブラックマヨネーズ
- 愛内里菜
- SCANDAL
- 谷村奈南
- T.M.Revolution
- 中山功太
- 笑い飯

### 第12回（2008年6月22日放送）
- MC:フットボールアワー
- 上木彩矢
- SunSet Swish
- AAA（男性メンバーのみ）
- 千鳥
- misono
- モンスターエンジン
- !wagero!

### 第13回（2008年7月27日放送）
- MC:サバンナ
- RSP
- Kanade
- ガガガSP
- 鎌鼬
- キッサコ
- 矢野・兵動

### 第14回（2008年9月28日放送）
- MC:ブラックマヨネーズ
- アジアン
- 中孝介
- Emi Maria
- 大脇里村ゼミナール
- 谷村奈南
- plane

### 第15回（2008年10月26日放送）
- MC:サバンナ
- INFLAVA
- 奥村初音
- シャ乱Q
- プラスマイナス
- mihimaru GT
- モンスターエンジン
- RAG FAIR

### 第16回（2008年11月23日放送）
- MC:ザ・プラン9
- ET-KING
- w-inds.
- ギャロップ
- doa
- とろサーモン
- 松下優也
- 茉奈 佳奈

### 第17回（2009年1月25日放送）
- MC:フットボールアワー
- 相川七瀬
- ARIA
- ギャロップ
- 中村あゆみ
- 藤崎マーケット
- MAX

### 第18回（2009年2月22日放送）
- MC:笑い飯（西田幸治・哲夫）
- Acid Black Cherry
- abingdon boys school
- UNCHAIN
- 銀シャリ
- SCANDAL
- 千鳥
- 風花

### 第19回（2009年3月22日放送）
- MC:バッファロー吾郎（竹若元博・木村明浩）
- 愛内里菜
- アンダーグラフ
- 木山裕策
- 2丁拳銃
- 福井舞
- 茉奈 佳奈
- 野性爆弾

### 第20回（2009年4月26日放送）
- MC:サバンナ
- alan
- ET-KING
- オレスカバンド
- ギャロップ
- THE冠
- スーパーマラドーナ
- セカイイチ

### 第21回（2009年5月24日放送）
- MC:なだぎ武（ザ・プラン9）、ヤナギブソン（ザ・プラン9）
- abingdon boys school
- w-inds.
- ガガガSP
- かまいたち
- 筋肉少女帯
- クロスバー直撃

### 第22回（2009年6月28日放送）
- MC:バッファロー吾郎
- 阪井あゆみ
- シャンプーハット
- SCANDAL
- 天竺鼠
- 西野カナ
- BENI
- RAG FAIR

### 第23回（2009年7月26日放送）
- MC:FUJIWARA（藤本敏史・原西孝幸）
- ET-KING
- ジェイムス
- ジャンクション
- DA PUMP
- BRIGHT
- mihimaru GT

#### コーナー出演
- 代走みつくに
- テント
- ぬまっち
- ビタミンS
- 三浦マイルド

### 第24回（2009年8月30日放送）
- MC:麒麟（川島明・田村裕）
- abingdon boys school
- THE 冠
- STEEL PANTHER
- プラスマイナス
- モーニング娘。
- Lead
- 笑い飯

### 第25回（2009年9月27日放送）
- MC:フットボールアワー
- 赤井英和 with ICHIMONKAI
- ET-KING
- ギャロップ
- ℃-ute
- JAY'ED
- スムルース

### 第26回（2009年10月25日放送）
- MC:なだぎ武（ザ・プラン9）、浅越ゴエ（ザ・プラン9）
- ゴスペラーズ
- GAG少年楽団
- Chicago Poodle
- 西野カナ
- BES
- モンスターエンジン

### 第27回 枠内SP出張編 WEST WIND LOVES 滋賀（2009年11月22日放送）
- abingdon boys school
- 175R
- UVERworld
- SEAMO
- 世界のナベアツ
- T.M.Revolution
- tetsu（L'Arc〜en〜Ciel）
- BUCK-TICK
- 風味堂
- HOME MADE 家族
- 八木真澄（サバンナ）
- ライセンス
- LINDBERG

### 第28回（2010年1月31日放送）
- MC:フットボールアワー
- エレクトリック・イール・ショック
- GIRL NEXT DOOR
- Juliet
- 新選組リアン
- SCANDAL
- sonomi
- フレディー
- モンスターエンジン
- いがわゆり蚊
- 今別府直之
- クロスバー直撃
- 極悪連合
- 代走みつくに
- 山田ひろあき
- リー5世

### 第29回（2010年3月7日放送）
- MC：フットボールアワー
- ギャロップ
- 極悪連合
- サンボマスター
- AAA
- BAKI
- 初音
- フラワーカンパニーズ

### 第30回（2010年4月23日放送）
- MC：フットボールアワー
- アジアン
- 植村花菜
- ウーマンラッシュアワー
- ℃-ute
- 谷村奈南
- BRIGHT
- PlayZ

### 第31回（2010年5月28日放送）
- MC：ザ・プラン9
- 銀シャリ
- 筋肉少女帯
- スマイレージ
- パク・ヨンハ
- Honey L Days
- 松下優也

### 第32回（2010年6月25日放送）
- MC:フットボールアワー
- GIRL NEXT DOOR
- さかいゆう
- ザ!!トラベラーズplus（トータルテンボス、オリエンタルラジオ）
- ステレオポニー
- セカイイチ
- 中山功太
- モーニング娘。

### 第33回（2010年7月30日放送）
- MC:キングコング（西野亮廣・梶原雄太）
- AZU
- UNCHAIN
- SKE48
- T.M.Revolution
- なかやまきんに君

### 第34回（2010年10月1日放送）
- MC:麒麟
- THE 冠
- スマイレージ
- SEX MACHINEGUNS
- ダイノジ
- 秦基博
- マーティ・フリードマン
- ヤナギブソン